# Zerhacker (Funktechnik)
Zerhacker ist eine interne Bezeichnung für früher eingesetzte analoge Verschlüsselungstechniken, wie sie von den Sicherheitsbehörden (BOS) und Geheimdiensten im Sprechfunk eingesetzt wurden. Frühere Techniken (vor der Zeit der Digitaltechnik) zerhackten die Sprache in kleine Segmente, die mit einem Ringmodulator in verschiedene Frequenzbereiche verteilt wurden, was die Sprache für einen Zuhörer nahezu unverständlich machte.
Bei dem analogen deutschen Behördenfunk BOS-Funk gab es einen Verschleierungszusatz. Durch diesen wurden die Sprachsignale nur gespiegelt (invertiert). Das machte sie zwar in einem normalen Empfänger unverständlich, es ließen sich aber noch Gesprächsfetzen erahnen. Mit Kenntnis der richtigen Spiegelfrequenz ließ sich das vollständige Signal restaurieren.
Der Hersteller Motorola lieferte für seine Handfunkgeräte Zusatzplatinen zur Verschlüsselung (sog. option boards). Von diesen wurden die folgenden patentierten, firmeneigene Standards verwendet:
- DVP, Digital Voice Protection
- DVP-XL, wie oben, erweiterter Schlüsselraum
- DVI, Digital Voice International, für den Export freigegeben (kleinerer Schlüsselraum)

Weiterhin gab es diese Platinen für offene US-Regierungsstandards:
- DES, Data Encryption Standard
- DES-XL, wie oben, erweiterter Schlüsselraum

Vor einem Einsatz müssen die Funkgeräte mit einem aktuellen Tagesschlüssel geladen werden. Dafür müssen alle Geräte einer Einsatzgruppe an einen KVL (Key Variable Loader) per Kabel angeschlossen werden. Um diese Prozedur zu vereinfachen, wurde das OTAR (Over The Air Rekeying)-Verfahren erfunden, wobei der Tagesschlüssel über Funk übertragen wird.